# IC 4296
IC 4296 — эллиптическая галактика типа Sbс в созвездии Гидра. Прямое восхождение — 13 час 36 минут и 38.8 секунды. Склонение -33° 57' 57". Видимые размеры — 2,80' × 2,8'. Видимая звёздная величина — 10,6. Поверхностная яркость — 12,9 mag/arcmin2. Этот объект входит в число перечисленных в оригинальной редакции нового общего каталога.